# Miguel Calderón Gómez
Miguel Calderón Gómez, (nacido el 30 de octubre de 1950 en La Habana, Cuba) es un exjugador y entrenador de baloncesto cubano. Fue medalla de bronce con Cuba en los Juegos Olímpicos de Múnich 1972. Como entrenador, fue seleccionador nacional de Cuba durante 7 años, desde el año 1992 a 1999. 